# Double IPA
Pour les articles homonymes, voir DIPA.

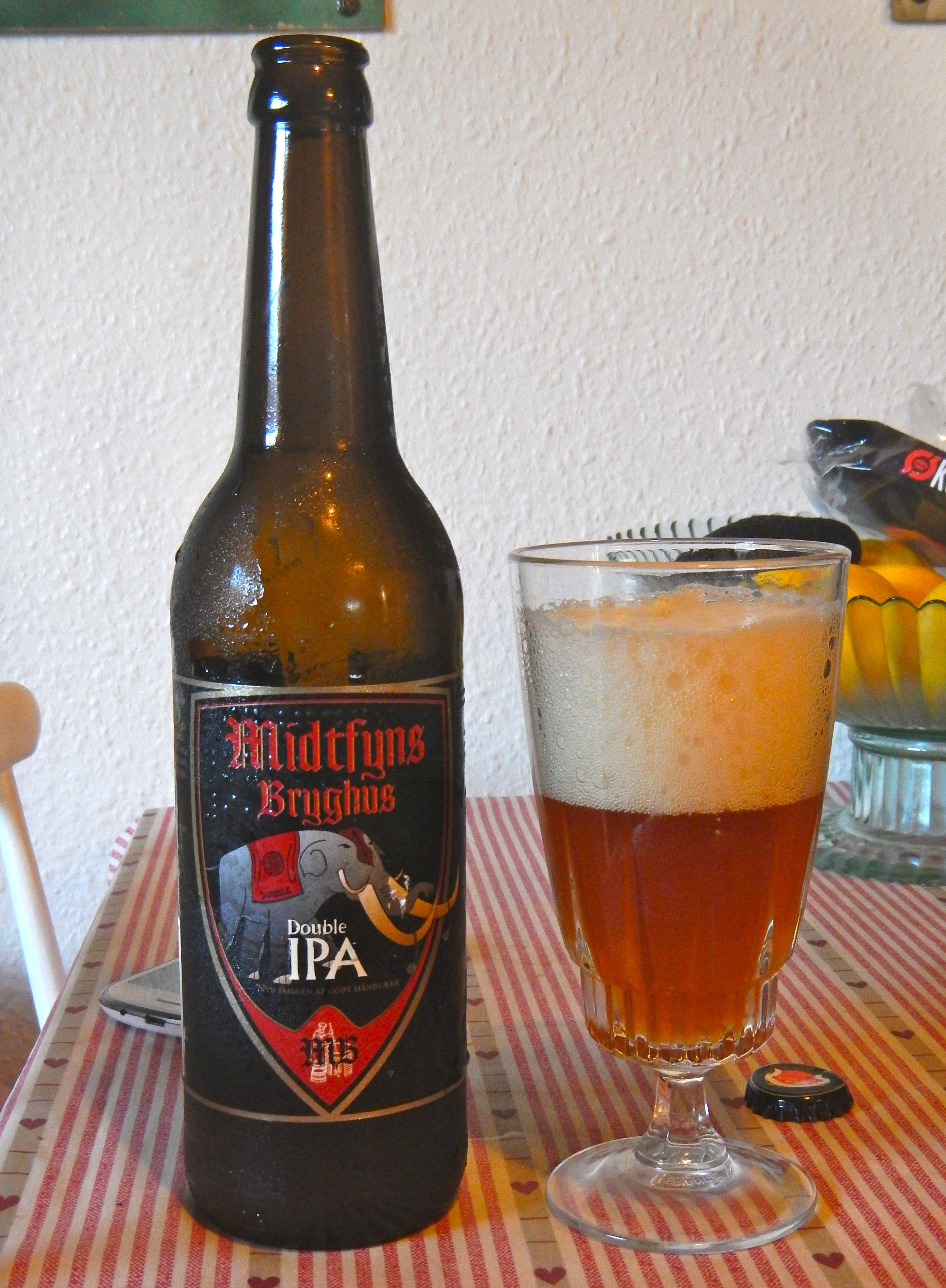
Midtfyns Bryghus Double IPA.

Une Double India Pale Ale, généralement Double IPA, abrégée en DIPA, également appelée Imperial IPA, est une bière de fermentation haute, déclinaison de l'India Pale Ale.

## Histoire
Si la bière IPA a son origine en Angleterre, la variante double IPA est une création américaine. Le renouveau du brassage des IPA, style tombé en désuétude, est le fait de microbrasseries américaines dans les années 1990. Ainsi en est-il également des évolutions qui en ont été faites. À l'instar des New England IPA, West Coast IPA, Black IPA, etc., les Double IPA sont nées aux États-Unis. L'une des premières aurait été l'Inaugural Ale de la Blind Pig Brewing crée en 1994 en Californie.

## Caractéristiques
Une double IPA est un style d'IPA au caractère renforcé : plus forte en degré alcoolique (généralement au-dessus de 7 %), au goût plus alcooleux, elle est aussi plus houblonnée. De même que pour une bière double, le qualificatif double (en anglais comme en français) ne renvoie pas à un multiplicateur précis dans la recette mais au fait que la bière est plus forte que sa cousine réputée simple.
Faite avec des malts pâles et des houblons américains, elle est houblonnée à froid. Sa couleur est fréquemment ambrée mais il s'en trouve dans une large palette chromatique, de la pale à la noire.
L'amertume d'une Double IPA est généralement comprise entre 60 et 120 IBU. Celle d'une IPA simple est comprise entre 40 et 60 IBU.
La double IPA est donc un style de bière aux caractéristiques relativement lâches ; cette flexibilité s'est renforcée avec l'interprétation de ce type par des brasseries étrangères aux États-Unis qui y ont mêlé les traditions brassicoles locales.